# Метилизобутилкетон
Метилизобутилкетон (МИБК, 4-метилпентан-2-он) — органическое соединение с конденсированной химической формулой (CH3)2CHCH2C(O)CH3. Этот кетон представляет собой бесцветную жидкость, которая используется в качестве растворителя для камедей, смол, красок, лаков, политур и нитроцеллюлозы.

## Получение
В лабораторных условиях, МИБК можно получить с помощью трехстадийного процесса, используя ацетон в качестве исходного материала. Альдольная конденсация, приводит к образованию диацетонового спирта,  который легко дегидратируется с образованием 4-метилпент-3-ен-2-она (обычно мезитилоксида). Мезитилоксид затем гидрогенизируют, получая МИБК.
В промышленном масштабе эти три этапа объединены. Ацетон обрабатывается сильнокислотной катионообменной смолой, легированным палладиевым катализатором, при среднем давлении водорода. Ежегодно производится несколько тысяч тонн.

## Применение
MIBK используется в качестве растворителя для нитроцеллюлозы, лаков, некоторых полимеров и смол .

### Предшественник 6PPD
Другое важное применение — в качестве прекурсора N-(1,3-диметилбутил)-N'-фенил-п-фенилендиамина (6PPD), антиозонанта, используемого в шинах. 6PPD получают путем восстановительной реакции MIBK с 4-аминодифениламином.

### Растворители
В отличие от других распространенных кетоновых растворителей, ацетона и МЭК, МИБК имеет довольно низкую растворимость в воде, что делает его полезным для экстракции жидкость-жидкость . Он имеет такую же полярность, как и этилацетат, но большую устойчивость к водным кислотам и основаниям . Его можно использовать для извлечения золота, серебра и других драгоценных металлов из растворов цианида, например, тех, которые используются на золотых приисках, для определения уровней этих растворенных металлов. Для этой цели также используется диизобутилкетон (ДИБК), родственный липофильный кетон. Метилизобутилкетон также используется в качестве денатурирующего агента для технического спирта. МИБК используется в качестве растворителя для сероуглерода при изготовлении сероуглеродного аэрозоля, который в настоящее время используется американской и британской полицией.